# HMS Hardy (1936)
HMS Hardy (Н87) (Корабль Его Величества «Харди») — британский лидер эскадренных миноносцев типа H. Назван в честь вице-адмирала Томаса Харди. Построен для Королевского флота в 1936 году. Во время Гражданской войны в Испании участвовал в морской блокаде воюющих сторон. В первые месяцы Второй мировой войны «Харди» входил в состав соединения, занимавшегося поиском немецких рейдеров, действовавших в Атлантическом океане. В декабре 1939 года, после того, как британские крейсера блокировали броненосец «Адмирал граф Шпее» в Монтевидео, «Харди» привёл эсминцы своей флотилии в устье Ла-Платы. После возвращения в Великобританию в начале 1940 года корабль стал флагманом второй флотилии эсминцев, после чего принял участие в Норвежской кампании. 10 апреля 1940 года во время первой битвы за Нарвик немецкий эсминец «Георг Тиле» тяжело повредил «Харди». Британскому флагману пришлось выброситься на мель в точке с координатами 68°23′ с. ш. 17°06′ в. д..

## Конструкция
Водоизмещение HMS Hardy составило 1455 длинных тонн (1478 т) при стандартной нагрузке и 2053 длинных тонны (2086 т) при полной. Корабль имел общую длину 337 футов (102,7 м), ширину 34 фута (10,4 м) и осадку 12 футов 9 дюймов (3,9 м).

### Архитектурный облик
Повторение «Грэнвила». Отличие заключалось в переходе на новые артустановки Mk.XVIII и треногие мачты. Контракт на постройку был заключен в декабре 1934 года.

### Энергетическая установка

#### Главная энергетическая установка
Главная энергетическая установка включала в себя три трёхколлекторных Адмиралтейских котла с пароперегревателями и два одноступенчатых редуктора, два комплекта паровых турбины Парсонса. Две турбины (высокого и низкого давления) и редуктор составляли турбозубчатый агрегат. Размещение ГЭУ — линейное.
Рабочее давление пара — 21 кгс/см² (20,3 атм.), температура — 327 °C.

#### Дальность плавания и скорость хода
Проектная мощность составляла 38 000 л. с., что должно было обеспечить скорость хода (при полной нагрузке) в 32 узла. Максимальная проектная скорость 36,5 узла(36 узлов).
На испытаниях «Харди» развил 36,72 узла при водоизмещении 1613 дл. тонн.
Запас топлива хранился в топливных танках, вмещавших 470 дл. т (477 т) мазута, что обеспечивало дальность плавания 5530 миль 15-узловым ходом или 1500 миль полным ходом.

### Вооружение
На лидер установили пять 120-мм орудий Mark IX с длиной ствола 45 калибров на установках CP XVIII. Максимальный угол возвышения 40°, снижения 10°. Масса снаряда 22,7 кг, начальная скорость 807 м/с. Орудия обладали скорострельностью 10 — 12 выстрелов в минуту. Система управления артогнём состояла из трёхметровый дальномер MS.20 и ПУАО — «директор для эсминцев» (DCT) Mk.I.

#### Зенитное вооружение
Зенитное вооружение составляли пара счетверённых 12,7-мм пулемёта, Vickers .50.

#### Торпедное вооружение
Торпедное вооружение включало в себя два 533-мм четырёхтрубных торпедных аппарата Q.R.Mk.VIII.

#### Противолодочное вооружение
Противолодочное вооружение состояло из гидролокатора, бомбосбрасывателя, двух бомбомётов, двадцати глубинных бомб. После начала войны количество бомб было увеличено до 35.

## Служба

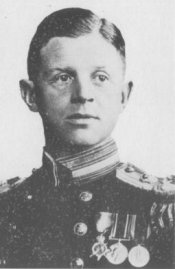
Кэптен Уорбёртон-Ли

Заказан 12 декабря 1934 года. Заложен 30 мая 1935 года на верфи Cammell Laird. Спущен на воду 7 апреля 1936 года, завершён 11 декабря 1936 года. Стоимость постройки составила, за вычетом казённого имущества, 278 482 фунта.

Схема первого морского боя у Нарвика

До войны был флагманом флотилии эсминцев в Средиземном море. В первые дни войны вместе со всей флотилией вошёл в состав соединения «К», занимавшегося поиском немецких рейдеров в центральной Атлантике.
10 апреля 1940 года «Харди» с флотилией проник в Нарвик-фиорд, где находились немецкие эсминцы, доставившие десант. Сначала англичане добились внезапности и нанесли противнику существенный урон. Но при прорыве в открытое море они были перехвачены немецкими эсминцами.
Пять эсминцев противника противостояли флотилии, два из них перекрывали ей выход в открытое море. Вскоре флотилия попала под огонь врага.
Один из снарядов угодил в носовую часть «Харди», смял его носовые орудия и разрушил надстройку. Мостик и рулевая рубка были разрушены. Кэптен Уорбёртон-Ли получил смертельное ранение. Командир боевой части связи, Лейтенант Кросс, был убит. Лейтенант-коммандер (капитан 3-го ранга) Гордон-Смит, штурман флотилии, был тяжело ранен. Убиты или тяжело ранены были все, находившиеся на мостике.
Через некоторое время 127-мм снаряд пробил обшивку и взорвался в машинном отделении. Паропровод лопнул, и «Харди» стал терять ход, его турбины остановились.
Корабль был обречён. Лейтенант Стеннинг приказал двигаться таким курсом, чтобы выброситься на берег. Все ещё находясь под сильным и точным огнём противника, корабль благополучно сел на мель в трёх или четырёх сотнях метров от берега.

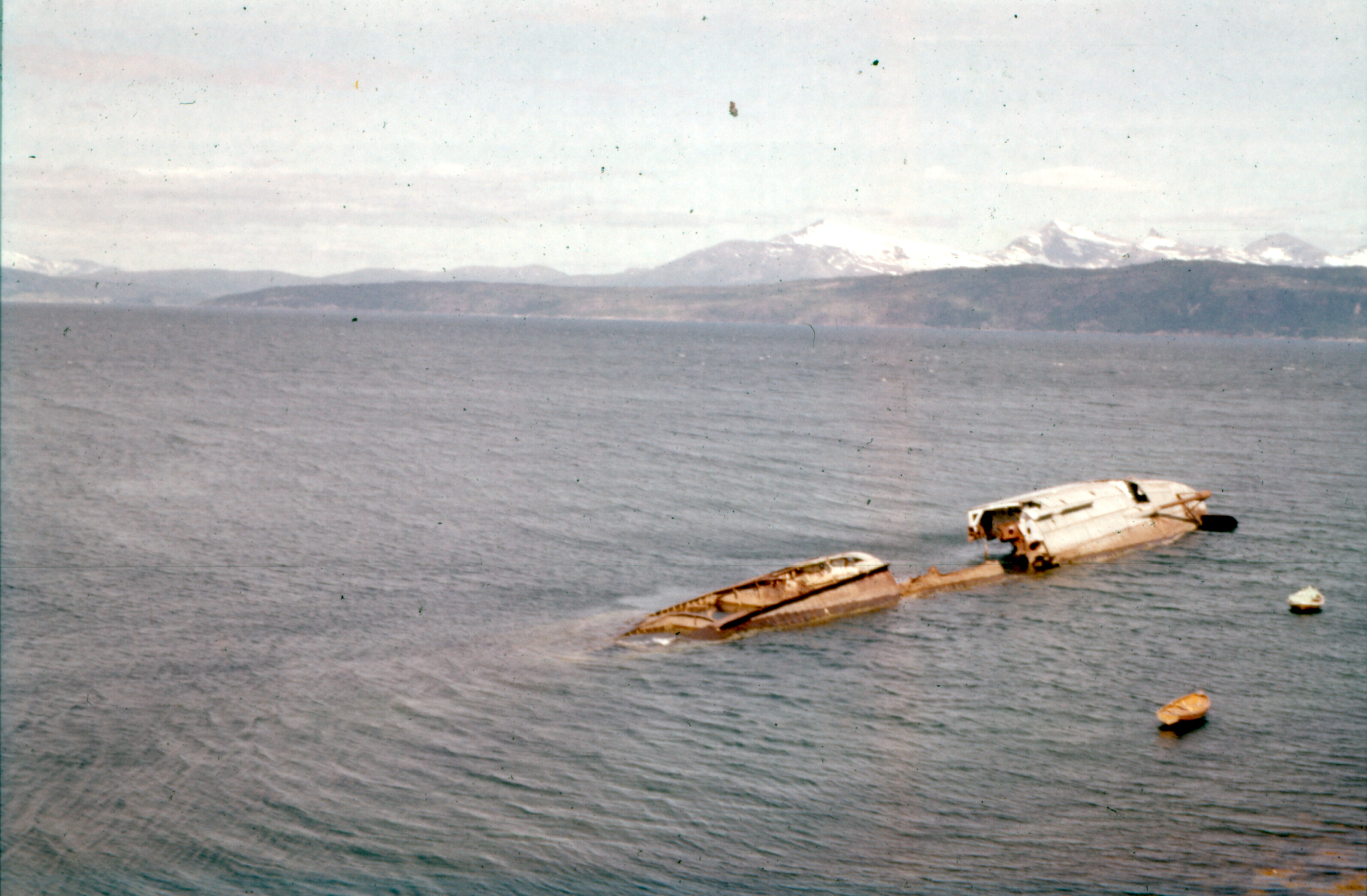
Остов «Харди» у норвежского берега, июль 1962 года

Из экипажа «Харди» остались в живых 170 человек. Семнадцать членов экипажа были убиты, а двое пропали без вести.

## Использованная литература и источники
- О. А. Рубанов. Эскадренные миноносцы Англии во второй мировой войне. — СПб., 2004. — 72 с. — (БОЕВЫЕ КОРАБЛИ МИРА).
- Грановский Е., Дашьян А., Морозов М. Британские эсминцы в бою. Часть 2 / под ред. М. Э. Морозова. — М.: ЧеРо, 1997. — 48 с илл. с. — (Ретроспектива войны на море). — 1000 экз. — ISBN 5-88711-052-X.
- Дашьян А. В. Корабли Второй мировой войны. ВМС Великобритании. Часть 2. — М.: Моделист-Конструктор, 2003. — (Морская Коллекция № 5).
- Conway's All The Worlds Fighting Ships, 1922—1946 / Gray, Randal (ed.). — London: Conway Maritime Press, 1980. — 456 p. — ISBN 0-85177-1467.
- English, John. Amazon to Ivanhoe: British Standard Destroyers of the 1930s. — Kendal: World Ship Society, 1993. — 144 p. — ISBN 0-905617-64-9.
- Whitley, M. J. Destroyers of World War Two: An International Encyclopedia. — Annapolis, Maryland : Naval Institute Press, 1988. — ISBN 0-87021-326-1.